# Koppenhága község
Koppenhága község (dánul: Københavns Kommune) Dánia 98 községének (kommune, helyi önkormányzattal rendelkező közigazgatási egység) egyike. Az ország legnépesebb községe.
A 2007. január 1-jén életbe lépő közigazgatási reform során elveszítette korábbi megyei jogait.
A község mintegy 45 000 alkalmazottjával Dánia legnagyobb foglalkoztatójának számít.

## Települések

Koppenhága és a környező községek

Koppenhága 2008 előtti kerületei:
A: Indre By
B: Christianshavn
C: Indre Østerbro
D: Ydre Østerbro
E: Indre Nørrebro
F: Ydre Nørrebro
G: Bispebjerg
H: Vanløse
I: Brønshøj-Husum
J: Vesterbro
K: Kongens Enghave
L: Valby
M: Vestamager
N: Sundbyvester
O: Sundbyøster

Települések és népességük:
- Koppenhága (633021)

### Kerületek
Koppenhága község 10 kerületre oszlik, amelyek közigazgatási, statisztikai és adózási szerepet játszanak. Minden kerületnek van képviselő-testülete, de Indre Bynek – amely Christianshavnt is magába foglalja – kettő van, akárcsak Vesterbro/Kongens Enghavénak.
| - Amager Vest - Amager Øst - Bispebjerg | - Brønshøj-Husum - Indre By (Belváros) - Nørrebro - Valby | - Vanløse - Vesterbro/Kongens Enghave - Østerbro |

2008 előtt 15 kerület volt, amelyek a következők:
| - Indre By - Christianshavn - Indre Østerbro (Belső-Østerbro) - Ydre Østerbro (Külső-Østerbro) - Indre Nørrebro (Belső-Nørrebro) | - Ydre Nørrebro (Külső-Nørrebro) - Vesterbro - Kongens Enghave - Valby - Vanløse | - Brønshøj-Husum - Bispebjerg - Sundbyøster - Sundbyvester - Vestamager |